# Kańczuga (plaats)
Kańczuga is een stad in het Poolse woiwodschap Subkarpaten, gelegen in de powiat Przeworski. De oppervlakte bedraagt 7,61 km², het inwonertal 3231 (2005).

## Verkeer en vervoer
- Station Kańczuga